# 达律王府
达律王府位于西藏自治区贡觉县莫洛镇普龙沟边上的宗卡自然村，达律王府也被当地人称为“达律杰布拉康”（意为达律王宫殿）。2009年11月19日公布为第五批西藏自治区文物保护单位。2019年10月7日公布为第八批全国重点文物保护单位。